# NGC 213

NGC 213

إن جي سي 213 أو NGC 213 هي مجرة في كوكبة الحوت اكتشفت في 14 أكتوبر 1784.

## روابط خارجية
- NGC 213 على موقع ويكي سكاي: DSS2, SDSS, GALEX, IRAS, Hydrogen α, X-Ray, Astrophoto, Sky Map, Articles and images